# Alto da Esperança
Alto da Esperança é um bairro localizado no município baiano de Ilhéus.